# Саид (Белое солнце пустыни)
Саи́д — персонаж фильма «Белое солнце пустыни», а также ряда книг, телевизионных программ, компьютерных игр и современного устного фольклора, преимущественно в форме анекдотов. Молчаливый Саид, как отмечает доктор философских наук, профессор Государственного института искусствознания Н. А. Хренов, является полной противоположностью красноармейцу Фёдору Сухову, при этом Саид всегда готов прийти ему на помощь в критический момент, когда тому грозит смертельная опасность. По убеждению профессора Н. А. Хренова, Сухов, Саид и Верещагин являются своеобразным переложением народных былинных сказаний о трёх богатырях на ранние советские реалии 1920-х гг. Особенно удачно, по мнению искусствоведа, эта роль при всей её статичности удала́сь ныне покойному актёру театра и кино Спартаку Мишулину.

## Краткое описание персонажа
Саид, коренной житель Средней Азии, происходит из бедной семьи, то есть классово он близок главному герою — красноармейцу Сухову, но в то же время он остаётся верен традициям своего народа, в том числе — закону кровной мести. Отца Саида хладнокровно убил в спину коварный Джавдет, он же прибрал к рукам его нехитрое хозяйство и оставил самого Саида закопанным по шею в песок умирать долгой мучительной смертью: «Отца убил. Меня закопал. Четырёх баранов взял. Больше у нас не было». Антагонист другого главного героя — Чёрного Абдуллы. Отцы Саида и Абдуллы дружили, что подтверждает сам Абдулла в ходе беседы, отмечая также, что отец Саида «был мудрый человек». Однако путям сыновей предстояло разойтись. В противостоянии Сухова и Абдуллы, вокруг которого и построен сюжет фильма, Саид занял сторону Сухова, поскольку был обязан ему жизнью. Ни слова благодарности Сухов от Саида так и не услышал, скорее наоборот: «Зачем выкопал? Не будет покоя, пока жив Джавдет». Вместо этого, раз за разом Саид в минуту опасности появляется в нужном месте и приходит к Сухову на выручку.

## Особенности воплощения персонажа на экране
По мнению кинокритика, члена Союза кинематографистов СССР В. С. Ивановой, игра Спартака Мишулина в картине заслуживает обособленного рассмотрения. Следует начать с того, что на роль Саида претендовало много именитых артистов, в том числе актёр Центрального театра Советской Армии Игорь Ледогоров и актёр Кабардино-балкарского театра им. А. Шогенцукова Барасби Мулаев, но в итоге роль досталась малоизвестному тогда актёру Московского академического театра сатиры Спартаку Мишулину, что стало неожиданностью для многих.
Выбор остановился на Мишулине далеко не в последнюю очередь из-за физической сноровки актёра. Конные трюки были чрезвычайно опасны, — в ходе съёмок фильма погиб один из профессиональных конных каскадёров, — тем не менее, Мишулин отказался от услуг каскадёров и все трюки выполнял сам. Вот как охарактеризовал это сам режиссёр фильма Владимир Мотыль: «Лошадь в тот день была неспокойна. Не успел Мишулин занести ногу, лошадь рванула вперёд, сломав приспособления для безопасности трюка, и не будь Спартак гимнастом…», — вот так, с риском для жизни снимались сцены верховой езды, — «Она рванула вперёд и Спартак упал. Но как?! Это походило на цирковой номер: кульбит, и актёр уже на ногах. Ни ушиба, ни испуга», — только рассчитывая на незаурядную ловкость актёра, В. Мотыль предусмотрел в режиссёрском сценарии сложную акробатическую сцену, — «Впрочем, не будь Мишулин гимнастом, он не был бы Мишулиным».
При этом Спартак Мишулин играл роль Саида втайне от своих коллег по Московскому театру сатиры. Дело в том, что художественный руководитель театра Валентин Плучек запрещал своим актёрам сниматься в кино в самый разгар театрального сезона, а фильм снимался именно в такой период, и побритый наголо Спартак Мишулин, возвращаясь в театр, прятал отсутствие волос под париком. Как рассказывают коллеги Мишулина, однажды этот парик сполз с головы актёра прямо на глазах у В. Н. Плучека. «Ага, снимаешься! — вскричал разгневанный режиссёр. — И у кого?!» — «У Мотыля». Ответ потряс неожиданностью всех присутствовавших: «У Мотыля — можно!». Позже выяснилось, что Плучек смотрел один из более ранних фильмов Мотыля «Женю, Женечку и „катюшу“» и был убеждён, что такой режиссёр не будет снимать низкопробное кино.

## Характеристика персонажа искусствоведами
Анализируя личность персонажа, декан факультета глубинной психологии ИПИС В. А. Медведев приходит к выводу, что в лице Саида перед зрителями предстаёт Гамлет мира Востока. Его жизненный мир ограничен любовью к убитому отцу и ненавистью к его убийце Джавдету.
Как отмечает доктор культурологии проф. Государственного института искусствознания Е. В. Сальникова, бритая голова живого, закопанного по шею в горячий песок Саида — является прологом к истерну, в котором действуют экстраординарные люди. Примечателен скупой диалог Фёдора Сухова с Саидом, только что спасшим красноармейца от неминуемой гибели от рук нукеров Абдуллы, когда на вопрос Сухова: «Ты как здесь оказался?», — одинокий воин Саид отвечает лишь одно слово, ставшее впоследствии крылатым: «Стреляли…». По мнению профессора Ричмондского университета Е. Прохоровой, этот лаконичный диалог и, в особенности, предельно краткий ответ Саида, в корне изменил raison d'être — сам смысл советского военного фильма, как кинематографического жанра. Однако, как признался сам исполнитель роли: «Саид не сразу стал так молчалив. Не сразу образ этот вылился в те законченные формы, какие он принял на экране. Ведь нужны поиски и ещё раз поиски, чтобы „отжать“ в герое некую его суть. Саид — добрый призрак пустыни. Зачем ему слова? Он человек действия. Вот так, в конце концов, из всего текста и осталась Саиду всего одна фраза».